# Даляньський метрополітен
Даляньський метрополітен (кит.: 大连地铁) — система ліній метро у місті Далянь, Ляонін, КНР. У системі використовуються шестивагонні потяги, що живляться від повітряної контактної мережі. Ширина колії стандартна. Станції Ліній 1 та 2 обладнані скляними дверима що відділяють платформу від потягу метро.

## Історія
Уперше розробляти проект будівництва метро в місті почали наприкінці 1980-х років, але реалізувати його не вдалося через відмову центрального уряду фінансувати будівництво. Знов повернулися до ідеї наприкінці 90-х, але і тоді не вдалося отримати фінансування на будівництво підземного метрополітену. Компромісним рішенням виявилося побудувати естакадну лінію, будівництво якої почалося у 2000 році. Тестова експлуатація початкової ділянки лінії почалася 8 листопада 2002 року, офіційне відкриття сталося 1 травня 2003 року. Будівництво підземного метрополітену в місті почалося у 2009 році, початкова ділянка першої підземної лінії відкрилася у 2015 році.

### Хронологія розвитку системи
- 1 травня 2003 — офіційне відкриття початкової ділянки Лінії 3 «Dalian Railway Station» — «Golden Pebble Beach», 12 станцій та 49,1 км.
- 28 грудня 2008 — розширення лінії 3 на 6 станцій, ділянка «Dalian Development Zone» — «Jiuli» та 14,3 км.
- 30 грудня 2013 — відкрита початкова ділянка Лінії 12, «Caidaling» — «Lushun New Port», 7 станцій та 40,4 км.
- 22 травня 2015 — відкрита початкова ділянка лінії 2, «Dalian Airport» — «Conference Center», 17 станцій та 18,9 км.
- 30 жовтня 2015 — відкрита початкова ділянка лінії 1 «Yaojia» — «Fuguo Street», 13 станцій та 16,5 км.
- 29 січня 2016 — розширення лінії 1 на 1 станцію «Convention & Exhibition Center» та 1,2 км.
- 1 червня 2017 — відкрита на діючій ділянці лінії 1 станція «Hua'nan North».
- 7 червня 2017 — розширення лінії 1 на 7 станцій, ділянка «Convention & Exhibition Center» — «Hekou» та 9,1 км. Розширення Лінії 2 на 3 станції, ділянка «Conference Center» — «Haizhiyun» та 3,8 км. Розширення Лінії 12 на 1 станцію «Hekou» та 2,1 км.

## Лінії
- Лінія 1 (зелена) — повністю підземна, 22 станції та 26,8 км.
- Лінія 2 (синя) — повністю підземна, 20 станцій та 22,6 км.
- Лінія 3 (червона) — переважно естакадна, 18 станцій та 63,4 км.
- Лінія 12 (фіолетова) — переважно естакадна, 8 станцій та 42,5 км.

## Розвиток
На березень 2018 року в місті будується розширення Лінії 2 на 8 станцій, та ще 2 лінії.
- Лінія 5 — 18 станцій та 23,8 км.
- Лінія 13 — 11 станцій та 42,8 км.

## Галерея

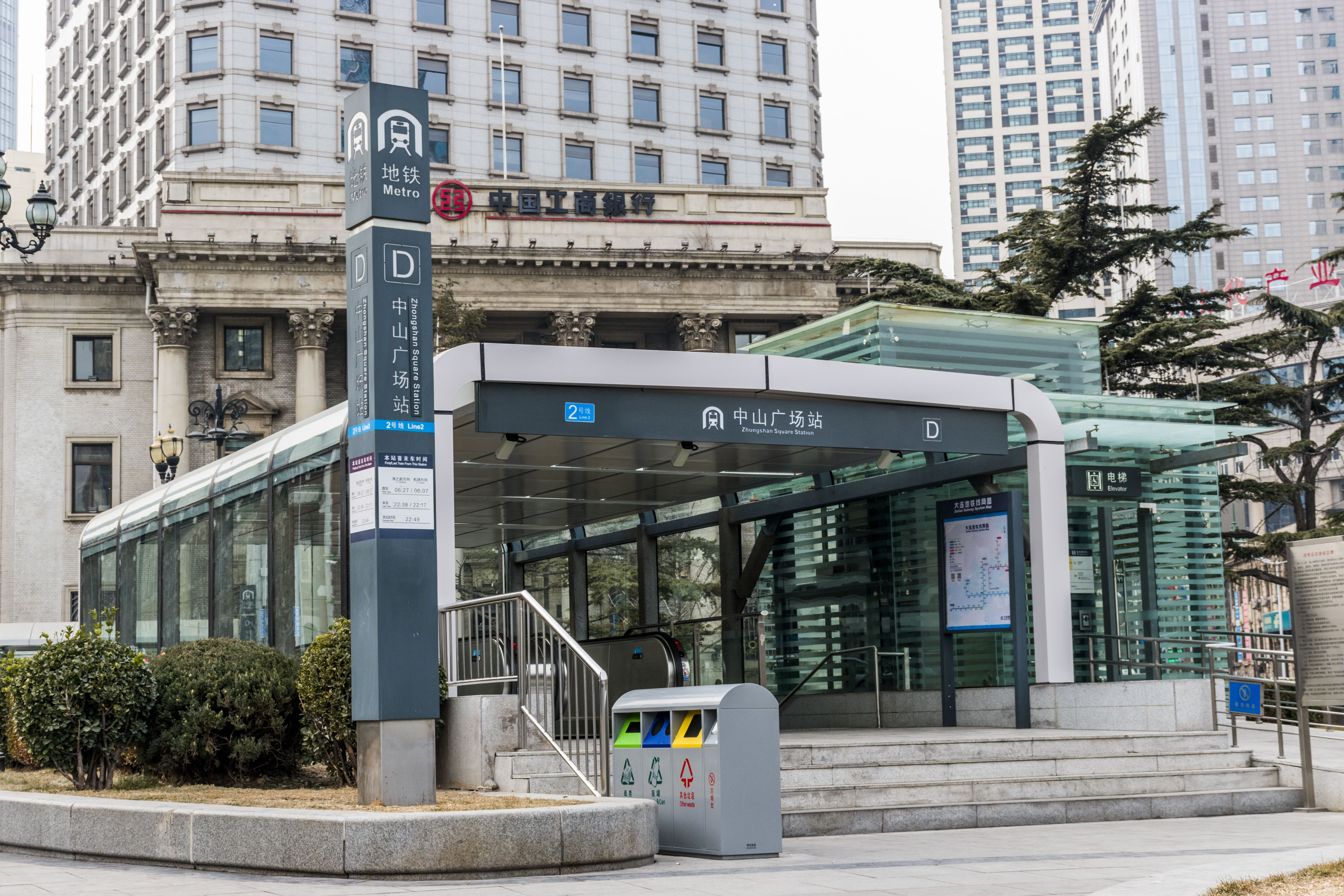
Вихід Д зі станції «Zhongshan Square»
Вихід зі станції «Conference Center»
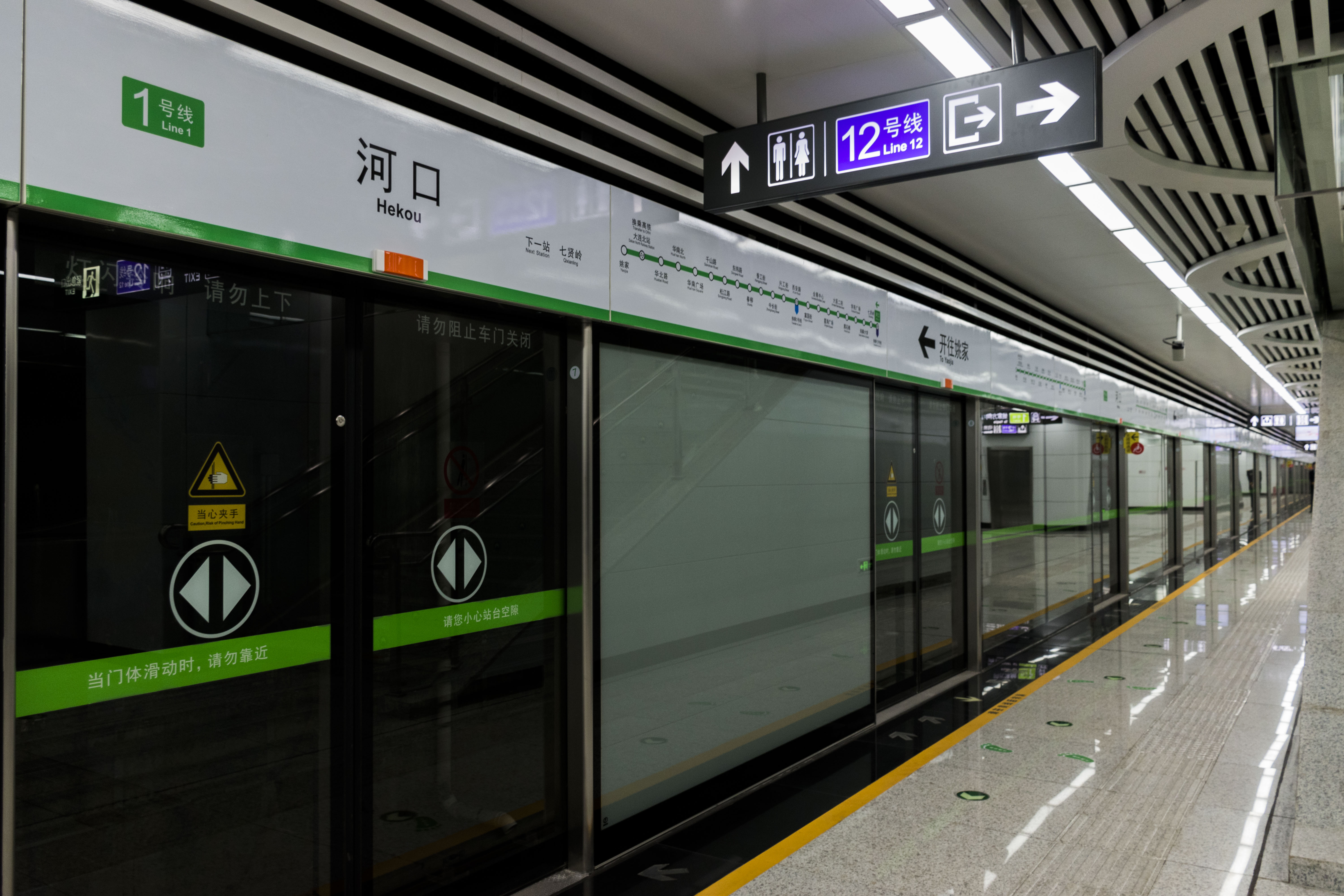
Платформа станції «Hekou»
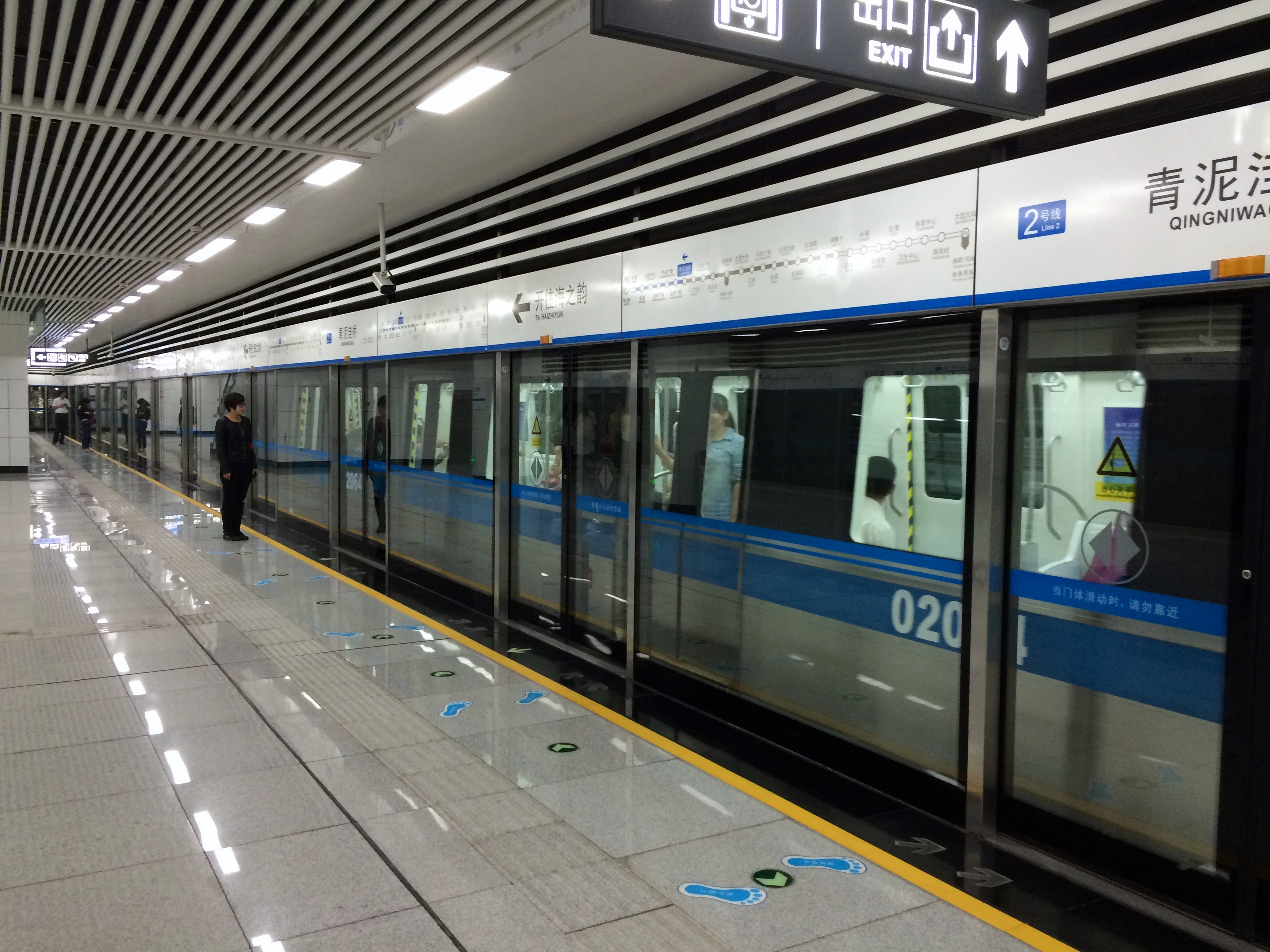
Потяг на підземні станції, Лінія 2
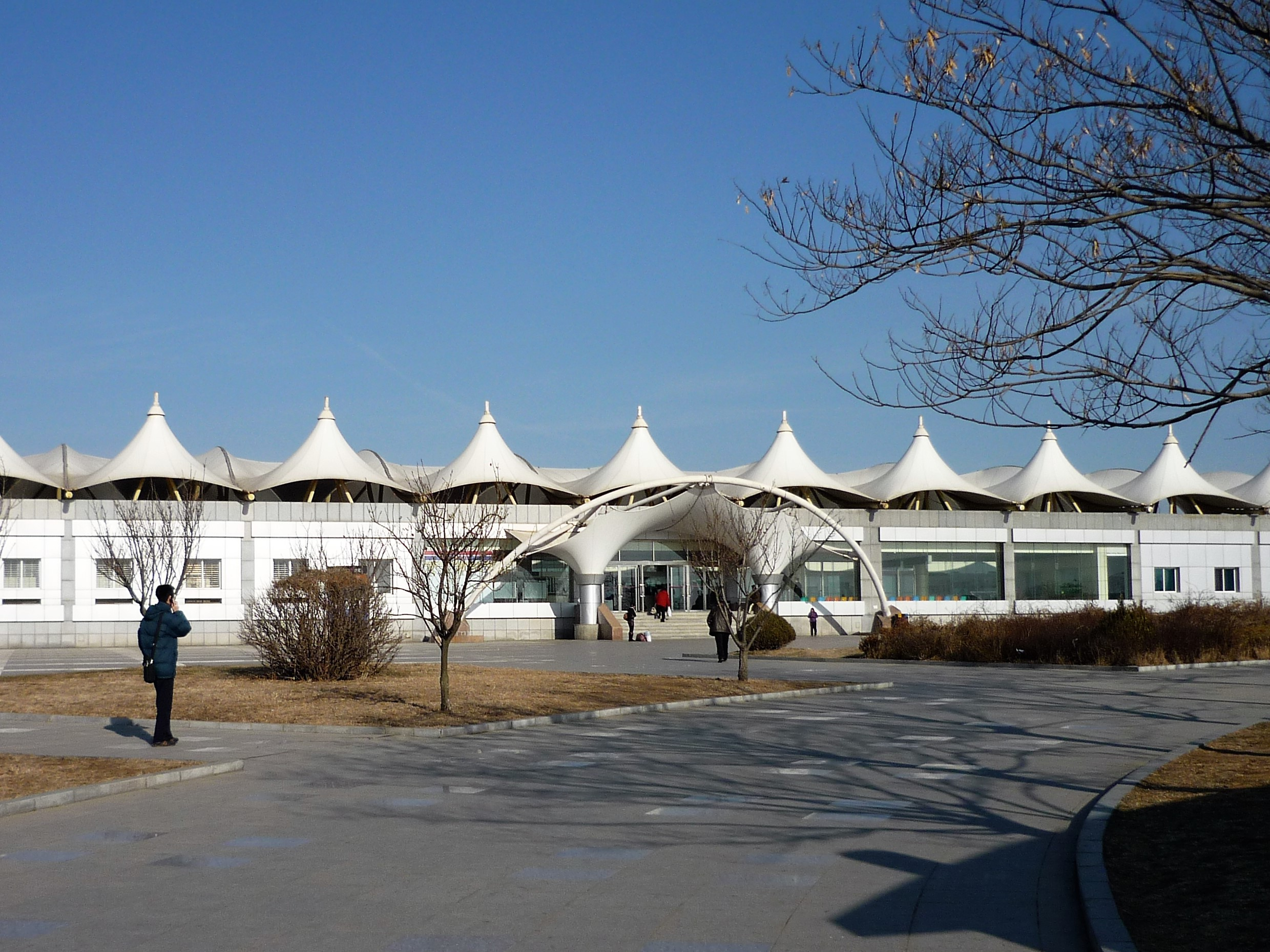
Наземна станція «Jinshitan»
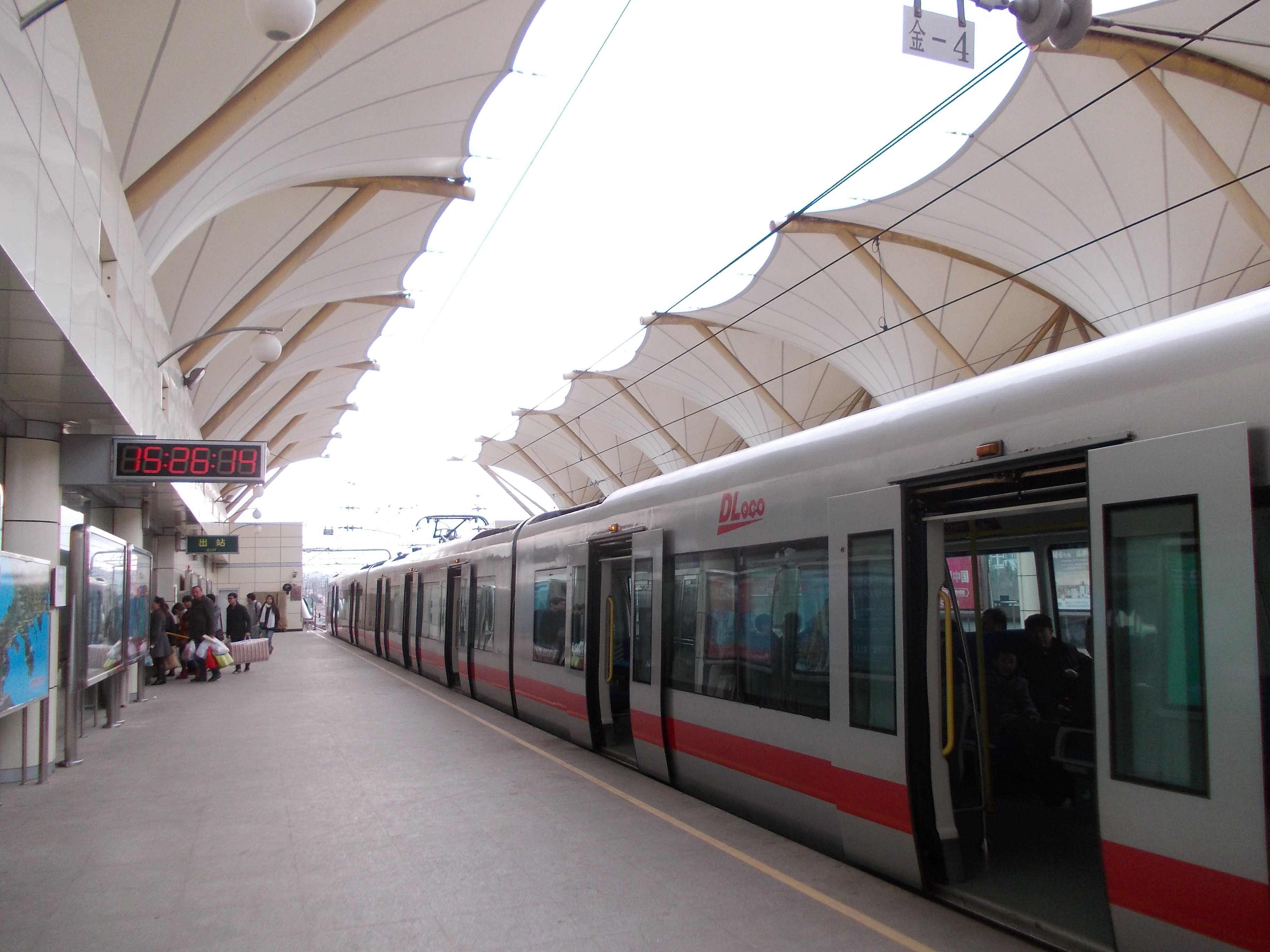
Платформа наземної станції «Jinshitan», Лінія 3
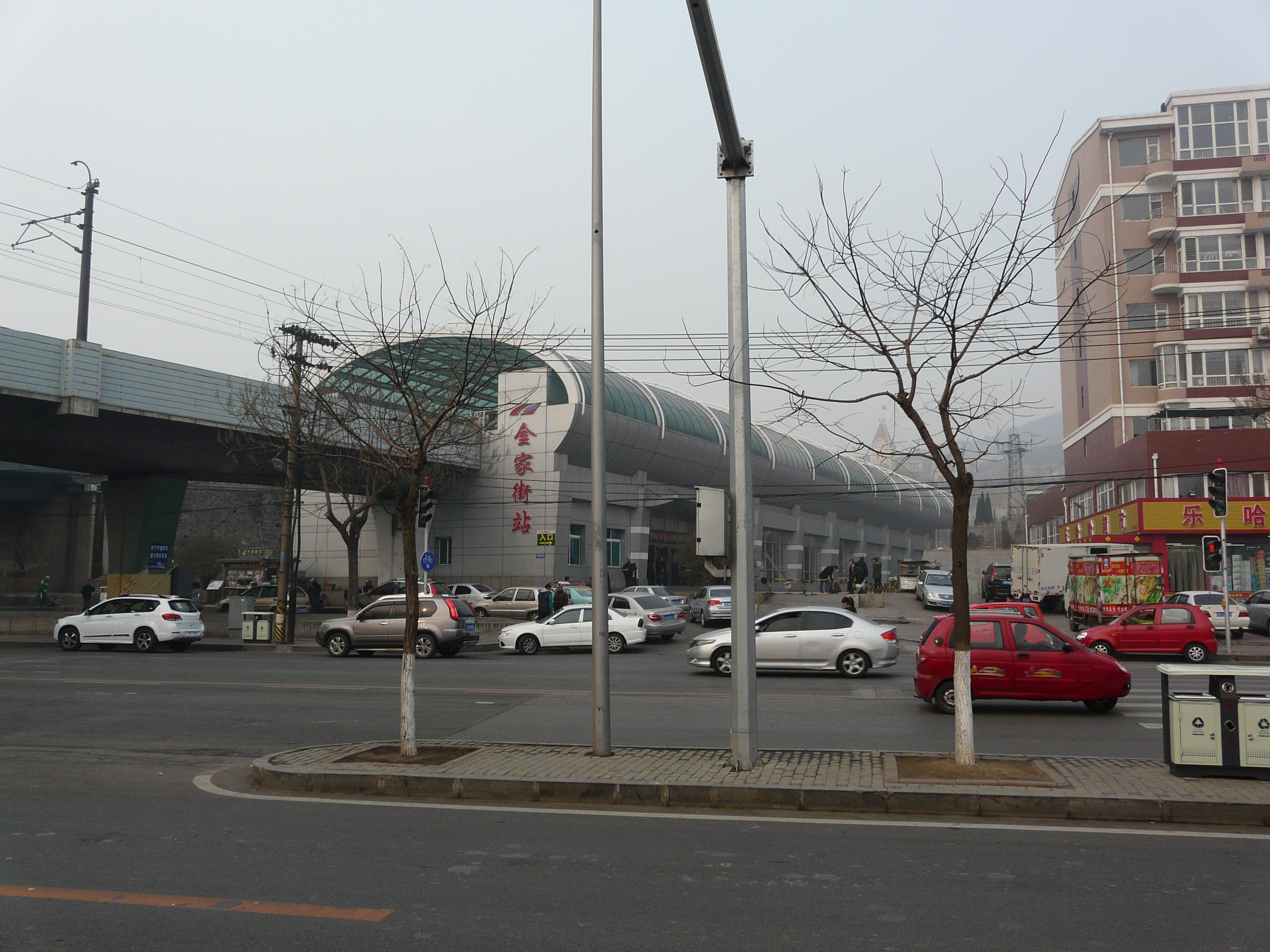
Естакадна станція «Jinjia Street»
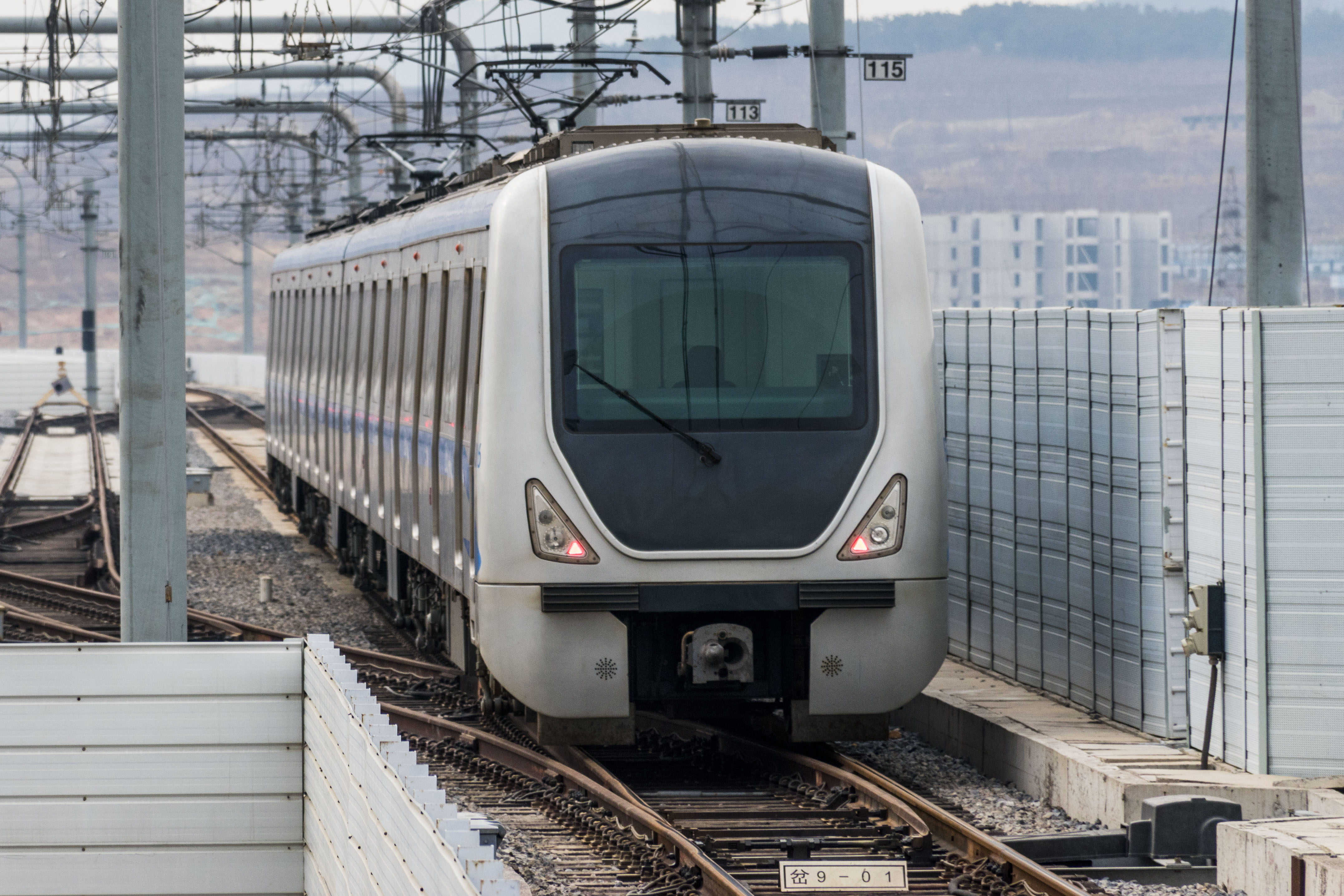
Потяг на Лінії 12